# 片島蘭
片島 蘭（かたしま らん、1988年 - ）は日本の染色家。彼女の染色のワークショップは小中学校の体験学習にもされている。広島市立基町高等学校普通科創造表現コース非常勤講師。広島県出身。

## 経歴
広島市立基町高等学校、広島市立大学大学院芸術学科染織造形研究専攻卒業。
三篠にかつて藍畑があったことを伝える資料館にて展示されていた映像を見た。それをきっかけに昔を知る住民に話を聞いたり、史料を読んだりなどして藍と街の歴史について調べるようになった。2018年からは、「三篠の特色にできないか」という気持ちで自宅アパートの屋上で藍を育てた。そしてその藍の種をくばる活動をはじめた。
2021年からは三篠公民館と住民有志と共に、小中学校等で郷土史を教え、実際に藍を育てて藍染めまで体験を提供する「三篠の藍復活プロジェクト」を始めた。
2013年より基町市営住宅内に拠点を置いており運営に携わっている平和を発信する「基町プロジェクト」が2020年に「基町資料室」として常設された。

## 人物
- 横川にアトリエを構え、染色の作品づくりに取り組んでいる[6]。
- 2011年、ドイツベルリンバイセンゼー芸術大学に1年間交換留学をした[4]。
- 2017年にはゲンビ広島ブランドデザイン公募展に入選した[1]。
- 広島県広島市佐伯区在住[4]。
- 「シルクヤーンアート」という造語を作った[3]。